# Oliver Naesen
Oliver Naesen (16 de setembro de 1990) é um ciclista profissional belga que actualmente corre para a equipa Ag2r La Mondiale. Seu irmão Lawrence também é ciclista profissional.

## Palmarés
2014
- Top Competition

2015
- Polynormande
- Gooikse Pijl

2016
- Bretagne Classic

2017
- Campeonato da Bélgica em Estrada

2018
- Bretagne Classic

## Resultados nas Grandes Voltas e Campeonatos do Mundo
Durante a sua carreira desportiva tem conseguido os seguintes postos nas Grandes Voltas e nos Campeonatos do Mundo:
| Carreira           | 2014 | 2015 | 2016 | 2017 | 2018 |
| ------------------ | ---- | ---- | ---- | ---- | ---- |
| Giro d'Italia      | -    | -    | -    | -    | -    |
| Tour de France     | -    | -    | 83º  | 63º  | 66º  |
| Volta a Espanha    | -    | -    | -    | -    | -    |
| Mundial em Estrada | -    | -    | 23º  | 73º  | -    |

-: não participa 

Ab.: abandono